# Bohdanivka, Vasîlkivka
Bohdanivka (în ucraineană Богданівка) este localitatea de reședință a comunei Bohdanivka din raionul Vasîlkivka, regiunea Dnipropetrovsk, Ucraina.

## Demografie
Componența lingvistică a localității Bohdanivka
     Ucraineană (94,3%)
     Rusă (4,27%)
     Alte limbi (1,41%)
Conform recensământului din 2001, majoritatea populației localității Bohdanivka era vorbitoare de ucraineană (94,3%), existând în minoritate și vorbitori de rusă (4,27%).